# Visione beatifica
Nella teologia cristiana, la visione beatifica (in latino visio beatifica)  è l'ultima autocomunicazione diretta di Dio all'individuo. Chi possiede la visione beatifica raggiunge, come membro dell'umanità redenta nella Comunione dei santi, la salvezza perfetta nella sua interezza, cioè il Paradiso. La nozione di visione sottolinea la componente intellettuale della salvezza, sebbene includa l'intera esperienza umana di gioia e di felicità derivante dal vedere Dio finalmente faccia a faccia e non imperfettamente attraverso la sola fede (1 Cor 13,11-12).
È correlata alla credenza cattolica e ortodossa orientale nella theosis, alla nozione wesleyana di perfezione cristiana, ed è vista nella maggior parte, se non in tutte le denominazioni cristiane, come la ricompensa per i cristiani nell'aldilà.

## Storia
La Bibbia afferma che Dio «abita in una luce inavvicinabile, che nessuno ha mai visto o può vedere» (1 Timoteo 6,16), ma quando Dio si rivelerà a noi in cielo lo vedremo faccia a faccia (1 Corinzi 13:12). Inoltre, Paolo afferma che "quando verrà disfatto questo corpo, nostra abitazione sulla terra, riceveremo un'abitazione in cielo, una dimora eterna, non costruita da mano d'uomo" (2 Cor 5,1). 
Anche Giovanni afferma:
(1 Gv 3,1-3)
Questo concetto è stato definito "la visione beatifica di Dio" dai teologi della Chiesa cattolica così come da varie denominazioni protestanti , tra cui la Chiesa luterana e la Chiesa metodista.
Cipriano scrisse del fatto che i salvati vedevano Dio nel Regno dei cieli:
Edward A. Pace nella ‘’Catholic Encyclopedia’’ del 1907 definì la visione beatifica:
(Edward A. Pace, Catholic Encyclopedia, 1907)
Charles Wesley, uno dei cofondatori della Chiesa metodista, nel suo inno del 1747 ’’Maker, in Whom We Live’’, descrisse l'unione con Dio attraverso lo Spirito Santo come "vista beatifica"::
(Charles Wesley, Maker, in Whom We Live, 1747)

## Nella Chiesa Cattolica

### Insegnamento ufficiale
La bolla Benedictus Deus di Benedetto XII (1336) insegnava dogmaticamente Che le anime del Paradiso vedono Dio subito dopo la morte e la separazione dal corpo, restando in attesa della risurrezione della carne. 
Sebbene Dio sia trascendente, Egli dona all'uomo la capacità di contemplarLo nella sua gloria celeste.  La contemplazione è la preghiera che si concentra su Dio nel silenzio ed è ascolto della Sua parola; in altre parole, la contemplazione è la preghiera di unione con Dio.
La visione beatifica, quindi, è l'unione ultima con Dio; infatti, deriva dalla partecipazione alla natura santa di Dio attraverso la grazia santificante.
Poiché Dio è la beatitudine e la santità stessa, la visione beatifica implica la beatitudine e la santità ultime.
La visione beatifica è una grazia e un privilegio destinato ad ogni uomo e angelo, poiché Dio ha creato uomini e angeli per godere della visione beatifica; la visione beatifica è il fine ultimo della vita di ogni persona e di ogni angelo.
Poiché Gesù è vero Dio e vero uomo, secondo sant’Atanasio di Alessandria, la Sua natura umana ha sperimentato la visione beatifica dal Concepimento alla Sua Ascensione al Cielo. Nonostante questo, Gesù soffrì davvero durante la Sua Passione.

### San Tommaso d’Aquino
Tommaso d'Aquino definì la visione beatifica come il "fine ultimo" dell'essere umano nel quale si consegue una felicità perfetta. Secondo Tommaso, si è perfettamente felici solo quando tutti i propri desideri sono perfettamente soddisfatti, nella misura in cui la felicità non potrebbe aumentare e non potrebbe essere perduta: «l'uomo non è perfettamente felice, finché gli rimane qualcosa da desiderare e cercare». Ma questo tipo di perfetta felicità non può essere trovato in nessun piacere fisico, in nessuna quantità di potere mondano, in nessun grado di fama o onore temporale, o addirittura in nessuna realtà finita. Può essere trovato solo in qualcosa che è infinito e perfetto – e questo è Dio. E poiché Dio non è una cosa materiale ma è puro Spirito, siamo uniti a Dio conoscendoLo e amandoLo.
Di conseguenza, la più perfetta unione con Dio è la più perfetta felicità umana e la meta di tutta la vita umana. Ma non possiamo raggiungere questa felicità con le nostre capacità naturali; è un dono che ci deve essere dato da Dio, che ci fortifica con la "luce della gloria" affinché possiamo vederlo così com'è, senza alcun intermediario (Tommaso cita Salmi 36:9: "Nella tua luce vedremo la luce").
Inoltre, poiché ogni immagine o somiglianza di Dio creata (comprese anche le "idee" o "immagini" di Dio più perfette che potremmo generare nella nostra mente) è necessariamente finita, essa sarebbe quindi infinitamente inferiore a Dio stesso. Unico bene perfetto e infinito, quindi, è Dio stesso, motivo per cui Tommaso d'Aquino sostiene che la nostra perfetta felicità e il fine ultimo possono essere solo l'unione diretta con Dio stesso e non con una sua immagine creata. Questa unione avviene per una sorta di "vedere" perfettamente la stessa essenza divina, dono dato ai nostri intelletti quando Dio li unisce direttamente a sé senza alcun intermediario. E poiché nel vedere questa visione perfetta di ciò che (e chi) è Dio, cogliamo anche la sua perfetta bontà, questo atto di "vedere" è insieme un atto perfetto di amare Dio come la più alta e infinita bontà.
Secondo Tommaso d'Aquino, la visione beatifica supera sia la fede che la ragione. La conoscenza razionale non soddisfa pienamente il desiderio innato dell'umanità di conoscere Dio, poiché la ragione si occupa principalmente degli oggetti sensibili e quindi può dedurre le sue conclusioni su Dio solo indirettamente.
Anche la virtù teologale della fede è incompleta, poiché Tommaso d'Aquino pensa che essa implichi sempre qualche imperfezione nell'intelletto. Il credente non vuole restare solo sul piano della fede, ma afferrare direttamente l'oggetto della fede, che è Dio stesso.
Così solo la pienezza della visione beatifica soddisfa questo desiderio fondamentale dell'anima umana di conoscere Dio. Citando Paolo, Tommaso d'Aquino osserva: "Ora vediamo oscuramente in uno specchio, ma poi vedremo faccia a faccia" (1 Corinzi 13:12). La visione beatifica è la ricompensa finale per quei santi eletti da Dio per partecipare e "godere della stessa felicità con cui Dio è felice, vedendoLo nel modo in cui Egli vede Sé stesso" nell'altra vita.
L’inno eucaristico Adoro te devote, presuntivamente attribuito a san Tommaso, si conclude con la frase: O Gesù, che ora vedo, / prego che avvenga ciò che tanto desidero: / che, vedendoti col volto svelato, / sia beato della visione della tua gloria. Il testo si riferisce alla visione di Dio in atto nella vita terrena che però si completa soltanto nella vita ultraterrena con la visione perfetta del Volto di Cristo.

### Catechismo Romano
Secondo il Catechismo Romano, i santi in cielo vedono Dio, per cui partecipano della Sua natura, e sono veramente e sempre felici con Lui. Il catechismo specifica che la felicità dei santi comprende non solo la gioia, ma anche la gloria (conoscenza della reciproca dignità), l'onore (rispetto reciproco come figli adottivi di Dio) e la pace (appagamento di tutti i desideri del cuore). Nel giorno del Giudizio universale, la visione beatifica renderà impassibili (liberi da inconvenienti, sofferenze e morte) i corpi risorti dei santi, luminosi come gli angeli, agili (liberi dalle limitazioni dello spazio-tempo), e sottili (soggetti all’anima quanto essa è soggetta a Dio).

### Papa Giovanni XXII e la polemica sulla visione beatifica
Papa Giovanni XXII (1316–1334) causò una controversia riguardante la visione beatifica. Non ancora papa, da teologo privato affermò che i salvati non conseguiranno la visione beatifica fino al Giorno del Giudizio, visione coerente con la tesi del sonno dell’anima. La comprensione generale a quel tempo era che i salvati raggiunsero il Cielo dopo essere stati purificati e prima del Giorno del Giudizio. Non proclamò mai il suo credo come dottrina, ma piuttosto si limitò ad affermarlo come mera opinione (vedi ex cathedra, come definito nel Concilio Vaticano I del 1870).
Il Sacro Collegio cardinalizio tenne un concistoro sul problema nel gennaio 1334 e papa Giovanni si ritirò dalle sue nuove opinioni, orientandosi verso una comprensione più in linea col Magistero.
Il suo successore, Papa Benedetto XII, dichiarò la dottrina che i salvati vedono il Cielo (e quindi Dio) prima del Giorno del Giudizio. L'espressione "visione beatifica" diventò canonica dopo il lavoro teologico conseguente al pontificato di Giovanni XXII e alla polemica sullo stato intermedio e quest'ultima.

### Catechismo della Chiesa Cattolica
Secondo il Catechismo della Chiesa Cattolica e il Compendio al Catechismo della Chiesa Cattolica, la visione beatifica è Dio che si apre in modo inesauribile ai santi affinché possano vederlo faccia a faccia e quindi condividere la sua natura, godendo di una felicità eterna, definitiva, suprema, perfetta e sempre nuova. Il catechismo insegna che questa felicità comprende non solo la comunione e la vita perfetta con la Trinità e i santi, ma anche il compimento di tutti i desideri del cuore- compreso, nel Giorno del Giudizio, il corpo glorificato, anche dotato di impassibilità, luminosità, agilità e sottigliezza-, nonché la continua collaborazione con la volontà di Dio -compresa la preghiera per tutte le altre persone, anche offrendo i propri meriti a Dio per il bene degli altri.
La visione beatifica è una grazia e un privilegio destinati a tutti, che si ottiene subito dopo la morte - o dopo il Purgatorio - eppure è già pregustata nel Battesimo e nell'Eucaristia. Il catechismo insegna anche che la visione beatifica si esprime in diversi modi nel Nuovo Testamento: il Regno di Dio, la visione di Dio, la vita eterna, l'adozione divina, la partecipazione alla natura divina, la gioia di il Signore e il riposo in Dio.

### Catholic Encyclopedia
La Catholic Encyclopedia come la conoscenza immediata di Dio di cui godono tutte le creature celesti. Essa spiega che la visione di Dio è chiamata “beatifica” perché vedendo Dio la mente trova perfetta felicità, ed è chiamata “visione” perché la vista di Dio in cielo non è la conoscenza mediata.